# Навело (Перуђа)
Навело је насеље у Италији у округу Перуђа, региону Умбрија.
Према процени из 2011. у насељу је живело 24 становника. Насеље се налази на надморској висини од 200 м.